# 吉伦特河畔莫尔塔涅
吉伦特河畔莫尔塔涅（法語：Mortagne-sur-Gironde，法語發音：[mɔʁtaɲ syʁ ʒiʁɔ̃d]）是法国滨海夏朗德省的一个市镇，属于桑特区。

## 地理
吉伦特河畔莫尔塔涅（45°28'58"N, 0°47'6"W）面积18.87 平方千米，位于法国新阿基坦大区滨海夏朗德省，该省份为法国西部滨海省份，北起旺代省，西临大西洋，南至吉倫特省，东南接多爾多涅省，东北接德塞夫勒省接壤，东临夏朗德省。
与吉伦特河畔莫尔塔涅接壤的市镇（或旧市镇、城区）包括：布特纳克-图旺、布里苏莫尔塔涅、舍纳克-圣瑟兰迪泽、维罗莱、瓦莱拉克、弗卢瓦拉克、若-迪尼亚克和卢瓦拉克。

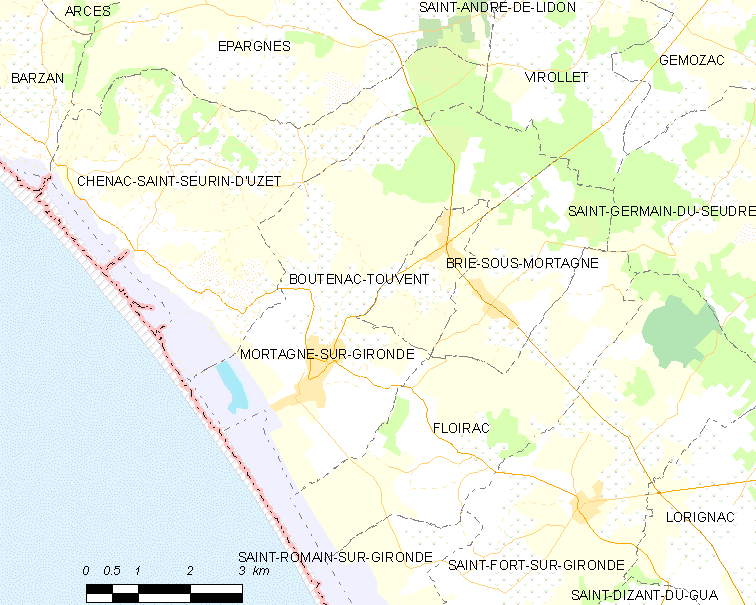
吉伦特河畔莫尔塔涅的OSM定位图

吉伦特河畔莫尔塔涅的时区为UTC+01:00、UTC+02:00（夏令时）。

## 行政
吉伦特河畔莫尔塔涅的邮政编码为17120，INSEE市镇编码为17248。

## 政治
吉伦特河畔莫尔塔涅所属的省级选区为桑通日-河口县。

## 人口

1962-2008年间吉伦特河畔莫尔塔涅人口变化图示

吉伦特河畔莫尔塔涅于2022年1月1日时的人口数量为911人。